# 用間耳介
用間耳介（学名：Aurila yongchiena）为半花介科耳介屬下的一个种。